# Віковий дуб (Дашівське лісництво)
Віковий дуб — ботанічна пам'ятка природи місцевого значення. Розташована на території Василівської сільської ради Гайсинського району Вінницької області (Дашівське лісництво, кв. 35 діл. 12). Оголошена відповідно до рішення Вінницького облвиконкому від 29.08.1984 р. № 371 . Охороняється дуб черешчатий віком понад 200 років.